# Graue Französische Renette

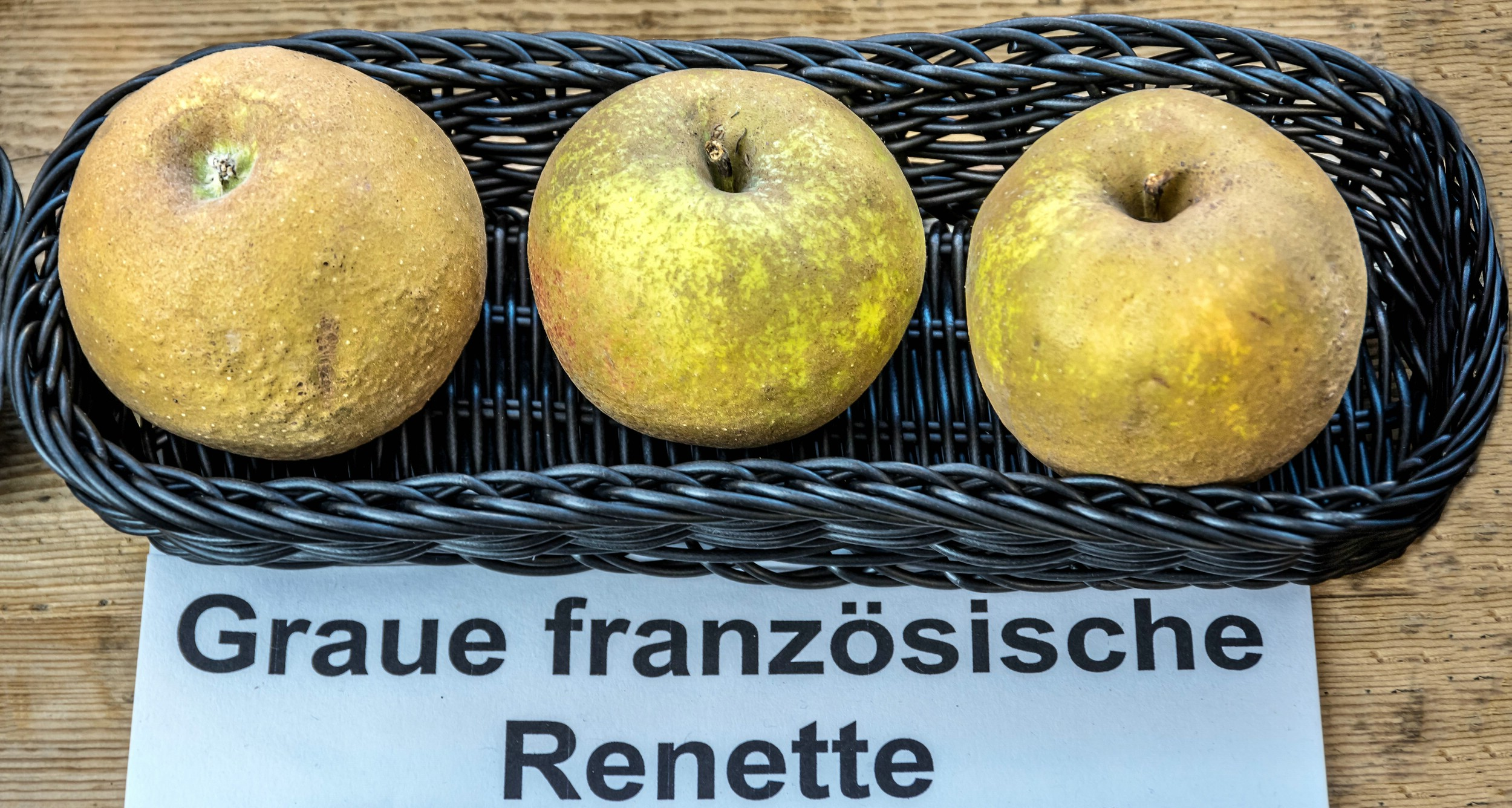
Ansicht der Frucht

Die Graue Französische Renette ist eine alte Sorte des Kulturapfels (Malus domestica), die zur Gruppe der Renetten zählt.

## Beschreibung

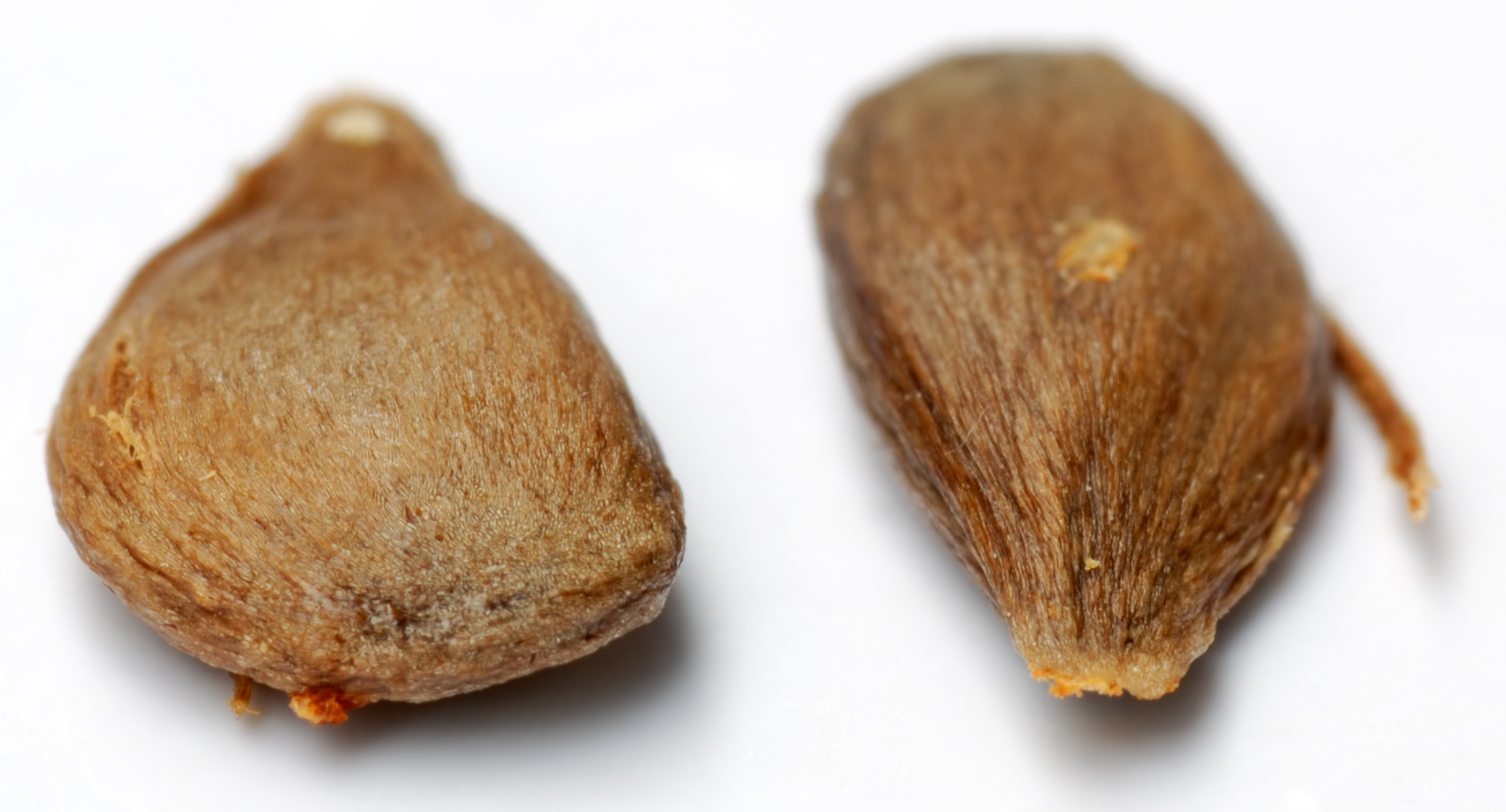
Kerndetail

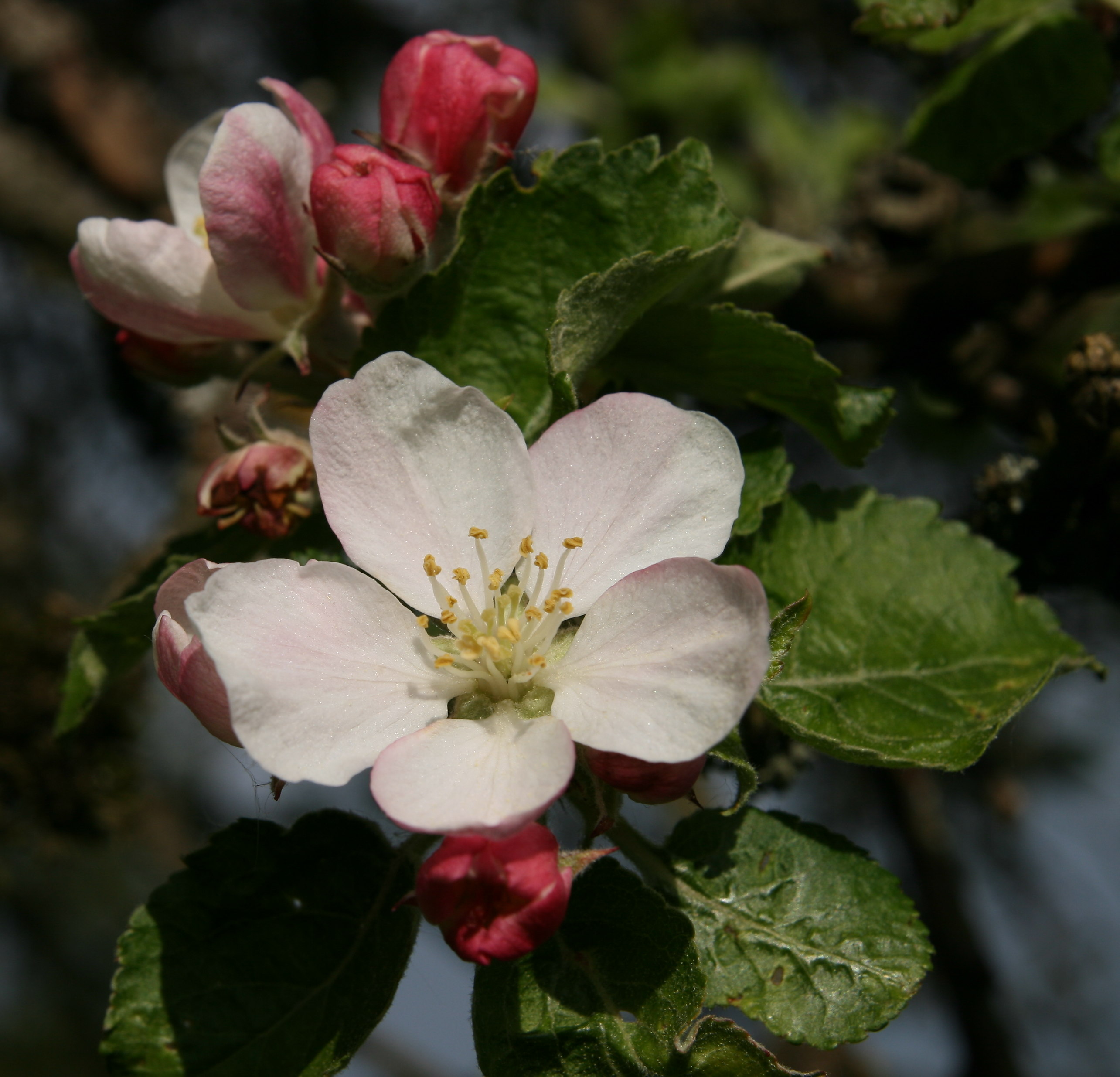
Blüte einer Grauen Französischen Renette

Die mittelgroßen Äpfel sind rund, abgeflacht, häufig etwas unregelmäßig gebaut und haben eine grüne, später gelbe Grundfarbe mit einer trübroten Deckfarbe auf der Sonnenseite. Die Schale ist trocken und rau und großflächig braun berostet. Das Fruchtfleisch ist von weißlich-gelber bis weißlich-grüner Farbe und neigt bei Luftkontakt zu schnellem bräunlichen Anlaufen. Es ist saftig, wirkt mürbe und wird bei falscher Aufbewahrung schnell mehlig. Die Früchte sind im Oktober pflückreif und sollten so lange wie möglich am Baum belassen werden. Sie sind ab Dezember bis März genussreif, können unter geeigneten Bedingungen aber auch bis zum Ende des Frühjahrs gelagert werden.

## Verwendung
Der Baum wächst stark und bildet breite Baumkronen. Weiterhin verlangt er feuchte und nährstoffreiche Standorte. Einige Quellen erwähnen, dass der Baum warme Standorte bevorzugt, nach anderen Quellen ist er jedoch auch für den Anbau in höheren Lagen geeignet, nach Möglichkeit an geschützten Standorten. Der Baum blüht mittelfrüh. Der Baum weist eine geringe Anfälligkeit für Schorf und Obstbaumkrebs auf. Der Ertrag ist alternierend. Die Sorte eignet sich nicht als Befruchter. Ob der Baum zudem triploid ist, ist nicht hinreichend erforscht.
Die Sorte kann als Wirtschaftsapfel, Tafelapfel und für die Herstellung von Brand genutzt werden.

## Züchtungen und Geschichte
Die Entstehung der Sorte ist nicht umfassend geklärt. Möglicherweise ist sie identisch mit der Sorte Damason Renette. Einige Quellen geben als Herkunft das 12. Jahrhundert in Frankreich an – womit sie eine der ältesten bekannten Apfelsorten wäre. Nachgewiesen ist der Anbau der Sorte im 16. Jahrhundert im französischen Kloster Morimond. In Rheinland-Pfalz ist die Sorte sehr verbreitet und für das Jahr 1781 erstmals belegt.

## Chemische Analysen
Bei spendenfinanzierten Analysen wurde mit 2949 mg/l ein sehr hoher Wert an Polyphenolen im Vergleich zu neueren Sorten gemessen.